# ماريكا روك
ماريكا روك (بالألمانية: Marika Rökk)‏ (ولدت ماري كارولين روك، 3 نوفمبر 1913 - 16 مايو 2004)، راقصة ومغنية وممثلة مجرية اكتسبت شهرة في الأفلام الألمانية في الحقبة النازية. استأنفت حياتها المهنية في عام 1947 وكانت واحدة من أشهر مغني الأوبريت في أوروبا، وأدت على خشبة المسرح حتى عام 1986.

## الحياة والعمل

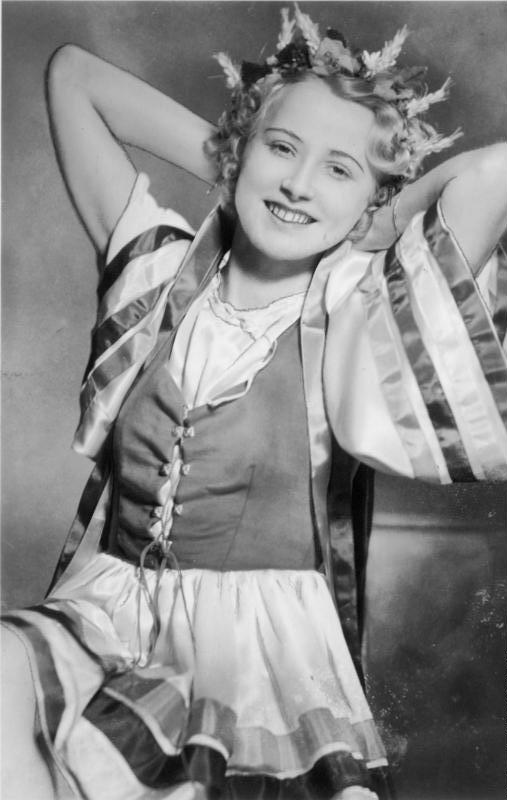
ماريكا روك في عشرينيات القرن العشرين

ولدت ماري كارولين روك في عام 1913 في القاهرة، مصر، ابنة المهندس المعماري والمقاول المجري إدوارد روك وزوجته ماريا كارولين شارلوت (ولدت كارولي) روك. أمضت طفولتها في بودابست، ولكن في عام 1924 انتقلت عائلتها إلى باريس حيث كان والدها مرتبطًا بالتعاقد. هنا تعلمت الرقص وتألقت مع جرترود هوفمان في ملهى الطاحونة الحمراء.  
بعد جولة قادتها إلى برودواي واصلت تدريبها على الرقص في الولايات المتحدة ، حيث عملت مع نيد وايبورن. في عام 1929 عادت إلى أوروبا، وفي العام التالي تصرفت في فيلمها الأول، لماذا يغادر البحارة المنزل، كوميديا بريطانية من إخراج مونتي بانكس، بطولة ليزلي فولر. [بحاجة لمصدر]
لقد حققت اختراقاً حقيقياً عندما حاولت شركة يونيفيرسال فيلم (UFA) صناعة نجمة أفلام ألمانية تنافس أفضل الممثلات الموسيقية في هوليوود إليانور باول وجينجر روجرز ولاحقًا، أليس فاي وريتا هايورث وبيتي غرابل. وزير الدعاية للرايخ الثالث، جوزيف جوبلز، أعجب بأفلام هوليوود وفحصها بعناية بجولات خاصة منتظمة.  
جعلت أفلام تكنيكولور المبكرة مثل بيكي شارب (1935)، وحديقة الله (1936)، ولا شيء مقدس (1937)، ومولد نجم (1937) أن يدرك أن الأفلام الروائية في هوليوود تمثل تهديدًا للسوق الداخلية في ألمانيا وأن أفلام هوليوود يجب أن تتطابق هيمنة تقنية الألوان والأفلام الموسيقية، على الأقل إذا كانت ألمانيا جادة في الانخراط في حرب ثقافية مع الولايات المتحدة وبريطانيا. [بحاجة لمصدر]

## الموت
توفيت روك بسبب نوبة قلبية في بادن باي وين، النمسا، في عام 2004، عن عمر يناهز 90 عامًا.  

## الجوائز
- 1948 ، 1968 ، 1987 ، 1990 ، 1998 بامبي
- 1981 Deutscher Filmpreis ، الجائزة الخاصة للمساهمات البارزة في السينما الألمانية
- جوائز الفيلم البافاري لعام 1987 ، أفضل ممثلة [5]

## روابط خارجية
- ماريكا روك على موقع IMDb (الإنجليزية)
- ماريكا روك على موقع مونزينجر (الألمانية)
- ماريكا روك على موقع ألو سيني (الفرنسية)
- ماريكا روك على موقع ميوزك برينز (الإنجليزية)
- ماريكا روك على موقع أول موفي (الإنجليزية)
- ماريكا روك على موقع قاعدة بيانات الأفلام السويدية (السويدية)
- ماريكا روك على موقع ديسكوغز (الإنجليزية)
- ماريكا روك على موقع قاعدة بيانات الفيلم (الإنجليزية)
- ماريكا روك على موقع كينوبويسك (الروسية)
- أفلام ، ببليوغرافيا ، صور فوتوغرافية